# Nationaldag
Nationaldag är en (eller i vissa fall flera) särskild, officiell högtidsdag för en nation eller stat. De flesta stater har någon form av nationaldag. De anordnas i regel till minne av en viktig historisk händelse – ofta statens tillkomst, självständighet, eller någon annan viktig, historisk händelse. Nationaldagar är ofta en helgdag, men både dagens namn och firandet tar mycket olika former i olika länder.